# Jinotepe
Jinotepe è un comune del Nicaragua, capoluogo del dipartimento di Carazo.